# 九眼菊
九眼菊（学名：Olgaea lanipes）是菊科蝟菊属的植物，为中国的特有植物。分布在中国大陆的新疆等地，生长于海拔3,100米的地区，多生于河谷及河滩砾石地，目前尚未由人工引种栽培。